# 濱島尚人
濱島 尚人（はましま なおと、1985年5月3日 - ）は、北海道苫小牧市出身の元プロアイスホッケー選手。ポジションはフォワード。普段は株式会社セールスフォース・ジャパン、OUI Inc.、株式会社アビータスで働いている。愛称は"ハマ"。

## 経歴
アメリカ合衆国の大学にアイスホッケー留学を行った。社会人になってからは趣味として、東京都社会人Sリーグの電通アイスホッケー部にて、アイスホッケーを続ける。その後、セールスフォース・ドットコム（現：セールスフォース・ジャパン）に入社。
35歳の時にデュアルキャリアの理念に共感して、アジアリーグアイスホッケーの横浜GRITSに入団した。
2020年8月19日に2020-21シーズンの契約継続が決定した。
2020-2021シーズンオフの2021年6月17日にGRITSと契約を継続した。
2021-2022シーズンオフの2023年6月14日にGRITSと契約を継続した。
2023-2024シーズンオフの2024年5月30日にGRITSと契約を継続した。
2024-2025シーズンは2024年12月24日にシーズン限りでの現役引退を表明した。。

## 人物
5歳の時に近所のお兄ちゃんがアイスホッケーをプレーしていた影響でアイスホッケーを始めた。